# Liste der Wappen in der Provinz Alessandria Orte M bis Z
Die Liste der Wappen in der Provinz Alessandria M bis Z beinhaltet alle in der Wikipedia gelisteten Wappen der Orte mit dem Anfangsbuchstaben M bis Z in der Provinz Alessandria in der Region Piemont in Italien. In dieser Liste werden die Wappen mit dem Gemeindelink angezeigt.

## Wappen der Provinz Alessandria

Provinz Alessandria
Lage von Alessandria

## Wappen der Gemeinden der Provinz Alessandria Orte A – L
- Liste der Wappen in der Provinz Alessandria Orte A bis L

## Wappen der Gemeinden der Provinz Alessandria Orte M – Z

Malvicino
Masio
Melazzo
Merana
Mirabello Monferrato
Molare
Molino dei Torti
Mombello Monferrato
Momperone
Moncestino
Mongiardino Ligure
Monleale
Montacuto
Montaldeo
Montaldo Bormida
Montecastello
Montechiaro d’Acqui
Montegioco
Montemarzino
Morano sul Po
Morbello
Mornese
Morsasco
Murisengo
Novi Ligure
Occimiano
Odalengo Grande
Odalengo Piccolo
Olivola
Orsara Bormida
Ottiglio
Ovada
Oviglio
Ozzano Monferrato
Paderna
Pareto
Parodi Ligure
Pasturana
Pecetto di Valenza
Pietra Marazzi
Pomaro Monferrato
Pontecurone
Pontestura
Ponti
Ponzano Monferrato
Ponzone
Pozzol Groppo
Pozzolo Formigaro
Prasco
Predosa
Quargnento
Quattordio
Ricaldone
Rivalta Bormida
Rivarone
Rocca Grimalda
Roccaforte Ligure
Rocchetta Ligure
Rosignano Monferrato
Sala Monferrato
Sale
San Cristoforo
San Giorgio Monferrato
San Salvatore Monferrato
San Sebastiano Curone
Sant’Agata Fossili
Sardigliano
Sarezzano
Serralunga di Crea
Serravalle Scrivia
Sezzadio
Silvano d’Orba
Solero
Solonghello
Spigno Monferrato
Spineto Scrivia
Stazzano
Strevi
Tagliolo Monferrato
Tassarolo
Terruggia
Terzo
Ticineto
Tortona
Treville
Trisobbio
Valenza
Valmacca
Vignale Monferrato
Vignole Borbera
Viguzzolo
Villadeati
Villalvernia
Villamiroglio
Villanova Monferrato
Villaromagnano
Visone
Volpedo
Volpeglino
Voltaggio